# منطقه بونو شرقی
ناحیه بونو شرقی (به لاتین: Bono East region) یک منطقهٔ مسکونی در غنا است. ناحیه بونو شرقی ۲۲٬۹۵۲ کیلومتر مربع مساحت و ۱٬۰۳۴٬۴۲۱ نفر جمعیت دارد.